# Seca de Nertóbriga
La seca de Nertóbriga fou un taller on s'encunyava moneda romana a l'actual província de Saragossa (Espanya). La recerca de la ubicació concreta ha estat tema de debat, però les últimes investigacions la situen en l'actual jaciment de Cabezo Chinchón a la Almunia de Doña Godina, a uns tres kilòmetres al nord del nucli urbà de la vila. En aquest lloc aparegué un jaciment hallstàttic datable cap al segle VI-V aC, que després es convertiria en un nucli ibèric. Nertobis encunyà en alfabet ibèric del nord i se la considera com a ciutat emissora dins de l'anomenat grup pirenaic, el qual compta amb distintes seques, les més conegudes són Bolskan, Sekia, Baskunes, Titiakos o Belaiskom. La seua ètnia no és clara, segurament degué pertànyer als titos o bel·les.

## Cronologia
No se sap amb certesa la data d'inici de les encunyacions, segons les restes monetàries trobades hi hagué dues sèries d'emissions: Les de després de l'any 143 aC, i les de final de segle ii. El Tresor d'Azaida (Terol), contenia quatre monedes datades en el context de la Guerra de Sertori, el que permet cercar un poc més la cronologia, degueren ser encunyades entre el 83 i el 72 aC. Per tant, pertanyerien a alguna de les emissions més recent.

## Metrologia
Les monedes de Nertobis, tenen una metrologia celtibèrica, amb un pes mitjà de 12,4g (11 exemplars), que progressivament anaren reduint-se, primer a 9,40g (amb 27 exemplars) i per acabar en 6,05 (tres exemplars, semis).

## Tipologies
Va emetre dos sèries d'as (en unitats i meitats). En aquestes, hi ha un cap d'home, generalment en barba i amb la inicial de la ciutat en la part esquerra, també apareix el símbol del dofí; en el revés una figura eqüestre, concretament un genet llancer (unitats) o el cavall galopant (semis); als peus de l'èquid està gravat el nom de la ciutat on s'encunyà, sempre en alfabet ibèric. Totes les llegendes són el nom de la seca, pot aparèixer com a Nertobis o Nertobi. El primer, normalment apareix en els reversos dels asos; en canvi el següent seria més comú en els semis.

## Emissions
La primera emissió, efectuada després del 143 aC, tindria en l'anvers la característica dels dofins que enquadren el cap nu masculí amb el signe ibèric N darrere; el revers comptaria amb el genet amb llança, baix en alfabet ibèric Nertobis. La segona emissió, corresponent a finals del segle ii aC, compta amb dos tipus de monedes distintes, ja apareix el cap masculí amb barba en un dels models el bust entre dos dofins i darrere el símbol N; en l'altre no hi haurà dofins, però apareixerà el signe ibèric N entre dos glòbuls, aquesta última, té la particularitat que en el revers hi ha un cavall galopant a dreta, damunt palma entre dos glòbuls. Sota, sobre la línia, inscripció ibèrica Nertobi; per contra de l'anterior que continua amb el revers característic d'aquestes monedes, genet amb llança, sobre una línia inscripció ibèrica Nertobis.

## Dispersió
S'han trobat diversos exemplars de monedes amb llegenda de Nertobis; en el tresor del poblat ibèric d'Azaida (Terol) aparegueren quatre monedes de bronze pertanyents al lot I el qual correspondria a un botí itinerant, tal vegada d'un soldat. Aquestes datarien del període de les Guerres Sertorianes (83-72 aC). Al jaciment de Cabezo de la Minas (Botorrita, Saragossa) serien tres monedes, concretament ases, les que pertanyerien a la seca de Nertobis. En Tarragona s'han recuperat dos asos provinents possiblement del comerç.